# Renaud de Fontaines
Renaud de Fontaines, né en Champagne et mort le 5 septembre 1442, est un prélat français  du XVe siècle.  
Renaud de Fontaines est recteur de l'université de Paris et député de la province de Sens, étant chanoine d'Auxerre, au concile de Constance. Il est aussi chanoine de Saint-Pierre de Gerberoy et curé de Varzy, quand il est élu évêque de Soissons en 1423 ou 1433. 

## Source
- La France pontificale